# We Belong (Pat Benatar)
We Belong è un singolo della cantautrice statunitense Pat Benatar pubblicato il 6 ottobre 1984 come primo estratto dal suo quinto album in studio Tropico.

## Il disco
Il singolo ottenne successo a livello mondiale.

## Cover
- Bangles nel 2009, nell'album tributo Keep the Light Alive : Celebrating the Music of Lowen & Navarro pubblicato nel novembre dello stesso anno al quale partecipano vari artisti internazionali.
- Bethany Joy Lenz  ,nel personaggio di Haley James Scott durante l'episodio 7x13 della serie tv One Tree Hill